# Gerhard Leibholz
 
Gerhard Leibholz (Berlijn, 15 november 1901 - Göttingen, 19 februari 1982) was van 1951 tot 1971 een Duitse advocaat en rechter bij het Bundesverfassungsgericht.

## Leven en werk
Leibholz werd geboren uit rijke Joodse ouders. Hij kreeg een christelijke opvoeding, werd gedoopt en deed confirmatie (samen met de latere verzetsstrijder Hans von Dohnanyi). Hij en Dohnanyi kregen een persoonlijke vriendschap. Ze groeien op in de Weimarrepubliek en waren wederzijdse kennissen van de familie Bonhoeffer. Beiden begonnen rechten en filosofie te studeren in Heidelberg, waar Leibholz in 1921 - op 19-jarige leeftijd - voor Richard Thoma werkte en promoveerde met een proefschrift over Johann Gottlieb Fichte. In 1925 promoveerde hij bij Heinrich Triepel in Berlijn met het proefschrift "De Gelijkheid van de wet". Hierin legt hij het gelijkheidsbeginsel uit als een verbod op willekeur. Hij stelde hij zich op het standpunt dat artikel 109 van de Grondwet van Weimar, dat werd opgevat als een vereiste om de wet toe te passen, niet alleen bindend was in de uitvoering, maar ook voor de wetgever. Op 6 april 1926 trouwt hij met Sabine Bonhoeffer, de tweelingzus van Dietrich Bonhoeffer.
In 1928 voltooide Leibholz zijn promotie bij Triepel in Berlijn met het werk "Het wezen van representatie". In dit werk gaat hij in op de transformatie van de liberale representatieve staat in een partijstaat. Dit werd later de basis van zijn zogenaamde "partijstaatdoctrine". Zijn oratie ging over het fascistische staatsrecht van Italië.
In 1929 werd Leibholz benoemd tot leerstoel aan de rechtenfaculteit van de universiteit van Greifswald. In 1931 kreeg hij een leerstoel aan de Faculteit der Rechtsgeleerdheid en Politieke Wetenschappen van de Georg-August Universiteit in Göttingen, die hij pas kreeg na tussenkomst van de Pruisische minister van Wetenschap Adolf Grimme, nadat de faculteit zich met antisemitische motieven tegen hem had uitgesproken. Toen de nationaalsocialisten in 1933 de "Wet voor het herstel van de professionele overheidsdienst" goedkeurden, waarmee ze de meerderheid van de ambtenaren van joodse afkomst uit de openbare dienst verwijderden, werd voor Leibholz een uitzondering gemaakt en kon hij voorlopig in functie blijven. De reden hiervoor was dat hij geloofwaardig kon maken dat hij na de Eerste Wereldoorlog had deelgenomen aan de onderdrukking van de bolsjewistische onrust. In 1935 ging hij vanwege zijn Joodse afkomst met vervroegd pensioen. Hij werd opgevolgd door Georg Erler.
In 1938 kon Leibholz met zijn vrouw en twee dochters op tijd emigreren naar Groot-Brittannië. Nog net voor de Kristallnacht waarna de Jodenvervolging uitbarstte in Duitsland. In Engeland werd hij in 1940 geïntroduceerd als "Enemy Alien". Hoewel Leibholz enkele colleges gaf aan de Universiteit van Oxford, kon hij uiteindelijk zijn academische carrière in Engeland niet voortzetten. Door bemoeienis van zijn zwager Dietrich Bonhoeffer werkt hij als adviseur van de anglicaanse bisschop George Bell.
Vier van zijn zwagers, onder wie Dietrich Bonhoeffer en Hans von Dohnányi, werden kort voor het einde van de oorlog na een schijnproces vermoord door de nationaalsocialisten. Leibholz' oudere broer Hans en zijn vrouw waren eerder naar Nederland gevlucht. Maar toen de Duitsers Nederland binnenvielen pleegden zij zelfmoord.

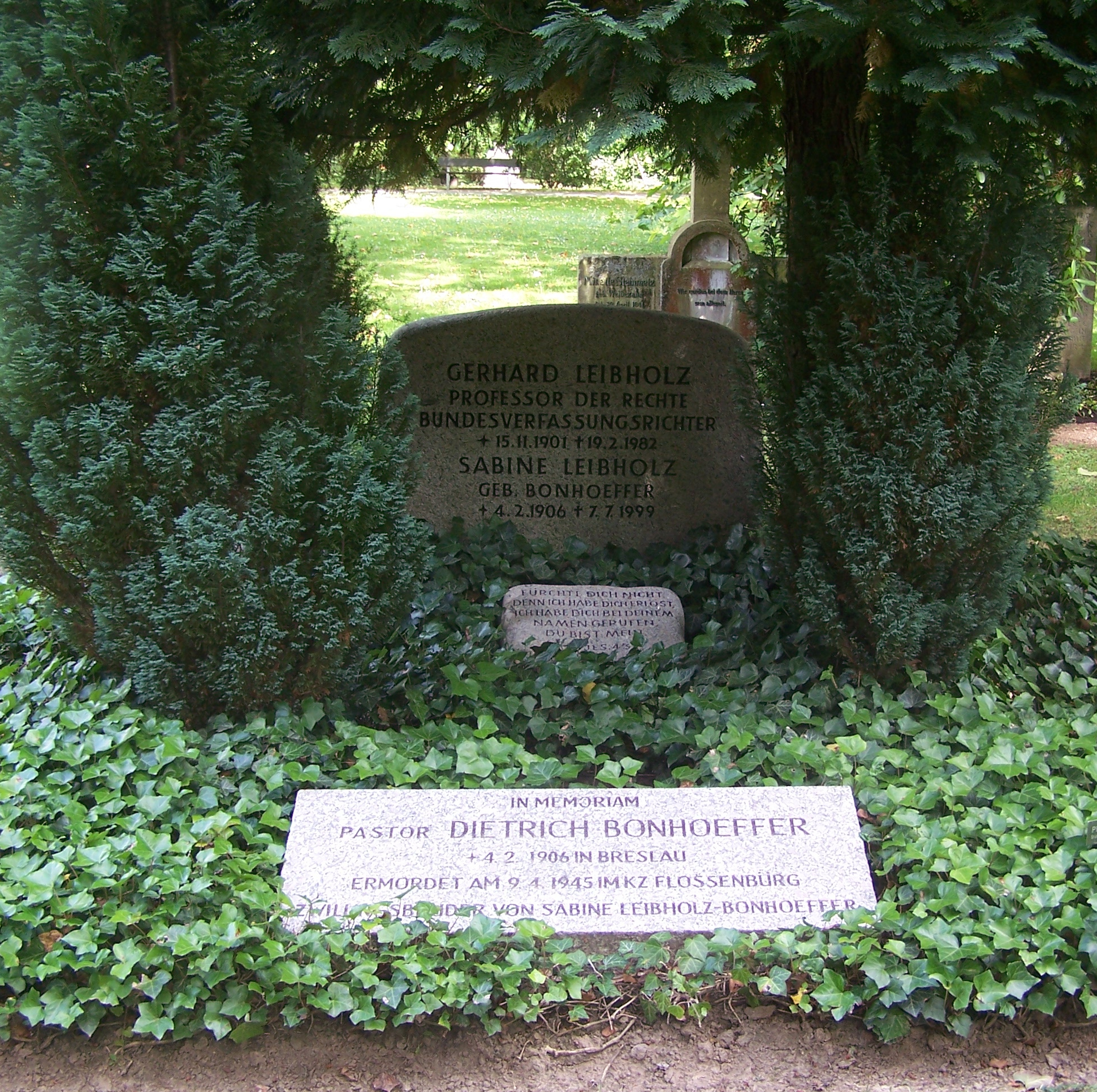
Leibholz graf op de stadsbegraafplaats (Göttingen)

In 1947 keerde Leibholz definitief terug naar Duitsland. Hij kreeg een betrekking als gasthoogleraar aan de Universiteit van Göttingen. Zijn keuze om terug te gaan naar Duitsland werd voor een belangrijk deel bepaald door het pas in Karlsruhe opgerichte Bundesverfassungsgericht. Daar heeft hij twee decennia gewerkt. Hij begon op 7 september 1951 en nam op 8 december 1971 pas afscheid. Hij werkte bij de afdeling parlementair, politieke partij- en kiesrecht. Op die manier speelde hij een belangrijke rol bij de jurisprudentie van de rechtbank met name op gebied van partijpolitiek. Ook was hij belangrijk als mede-auteur van het zogenaamde "Status Berichts" in 1952. In dit document heeft de rechtbank zelf zijn positie als constitutioneel orgaan gedefinieerd en daarmee zijn specifieke positie in de constitutionele structuur van de Bondsrepubliek Duitsland bepaald. De Eerste Senaat van het Federale Constitutionele Hof (Leibholz behoorde tot de Tweede Senaat) volgde de interpretatie van Leibholz al in een van zijn eerste uitspraken en interpreteerde het gelijkheidsbeginsel van artikel 3 lid 1 van de Duitse Grondwet als verbod op willekeur.
Van 1961 tot 1978 was hij lid van de Raad van Advies van de Friedrich Naumann Foundation for Freedom.

## Betekenis van zijn werk
Gerhard Leibholz is vooral bekend als vertegenwoordiger van de zogenaamde partijstaatdoctrine die zijn oorsprong vindt in de tijd van de Weimarrepubliek. Volgens deze doctrine wordt het liberaal-representatieve constitutionele systeem (met name de grondwet) bewaard door de opkomst en constitutionele erkenning van de partijen als organisaties die de wil van het volk vertegenwoordigen. Het Bundesverfassungsgericht nam de doctrine op in zijn beslissingen, vooral in de begintijd, ook onder invloed van Leibholz. Zowel de toelaatbaarheid van partijfinanciering als de intrekking van het mandaat van de Bondsdag van leden van verboden partijen ( arrestSRP van de Eerste Senaat van 1952) werd met deze opvatting gerechtvaardigd. De laatste tijd wordt hier ook anders over gedacht.
In 2006 werd Een straat Neureut naar hem vernoemd.

## Onderscheidingen
- 1968: Grootkruis van Verdienste met ster- en schouderlint van de Bondsrepubliek Duitsland

## Publicaties (selectie)
- Spar en het democratische idee. Een bijdrage aan de theorie van de staat. Boltze, Freiburg im Breisgau 1921.
- Gelijkheid voor de wet. Een studie gebaseerd op rechtsvergelijkend en rechtsfilosofie. Liebmann, Berlijn 1925 (proefschrift, Universiteit van Berlijn, 1924); 2e druk, aangevuld met een reeks aanvullende artikelen. Beck, München / Berlijn 1959.
- De essentie van representatie met speciale aandacht voor het representatiesysteem. Een bijdrage aan de algemene staats- en constitutionele theorie. De Gruyter, Berlijn 1929; 3e, uitgebreide editie 1966 onder de titel De essentie van representatie en de vormverandering van democratie in de 20e Eeuw.
- De ontbinding van de liberale democratie in Duitsland en het autoritaire imago van de staat. Duncker & Humblot, München 1933.
- met Hans Reif: Grondwettelijk standpunt en interne orde van de partijen. Mohr Siebeck, Tübingen 1951.
- Structurele problemen van de moderne democratie (lezingen en essays). Müller, Karlsruhe 1958; Nieuwe editie van de 3e, uitgebreide editie. Atheneum, Frankfurt am Main 1974, ISBN 3-8072-6012-9.
- Politiek en Recht, Leiden 1965.
- Rechtsstaat - Staatsrecht [colleges gegeven tussen 1956 en 1968]. Kohlhammer, Stuttgart 1973.